# Liste des rois de Jimma
Cet article présente la liste des rois de Jimma. 

## Rois de Jimma
- Abba Faro
- Abba Magam (en) : vers 1800
- Abba Rago : début XIXe
- Abba Jifar I (en) : environ 1830 à environ 1855
- Abba Rebou (en) : 1855 à 1859
- Abba Boka (en) : 1859 à 1862
- Abba Gomol (en) : 1862 à 1878
- Abba Jifar II : 1878 à 1932
- Abba Jofir (en) : 1932